# Buick Envision
Buick Envision - середньорозмірний кросовер компанії Buick. Вперше був показаний в 2011 році на Шанхайському автосалоні у вигляді концепт-кара. Фотографії серійної версії з'явилися в липні 2014 року. Версія для Північної Америки була показана в Детройті в 2016 році. Envision є першим автомобілем GM, який виробляється в Китаї для американського ринку.
Складання автомобіля здійснюється в Китаї на заводі SAIC GM. У модельному ряду Envision знаходиться між Encore і Enclave.

## Перше покоління (2014—2020)

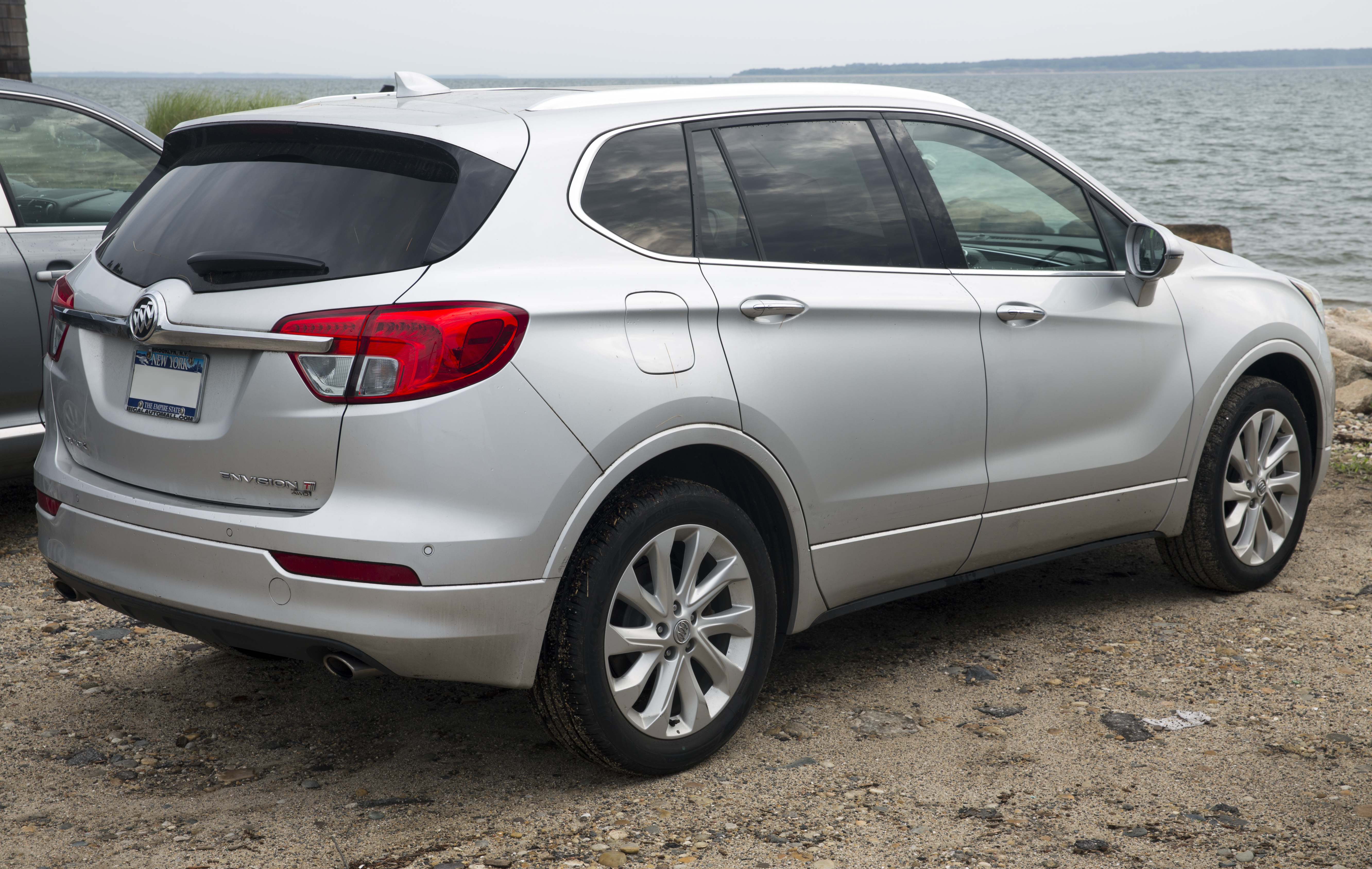
Buick Envision

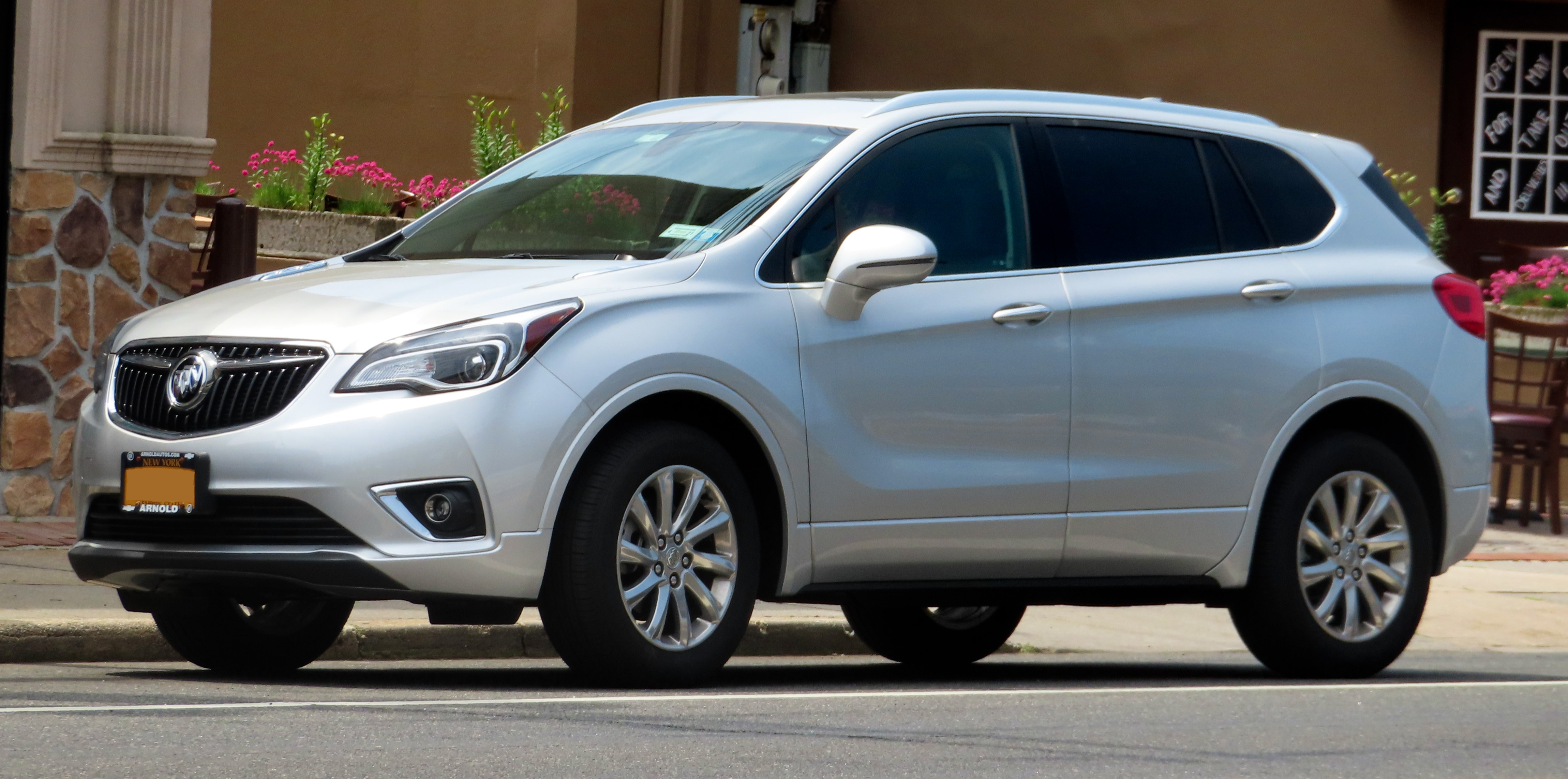
Buick Envision (з 2018)

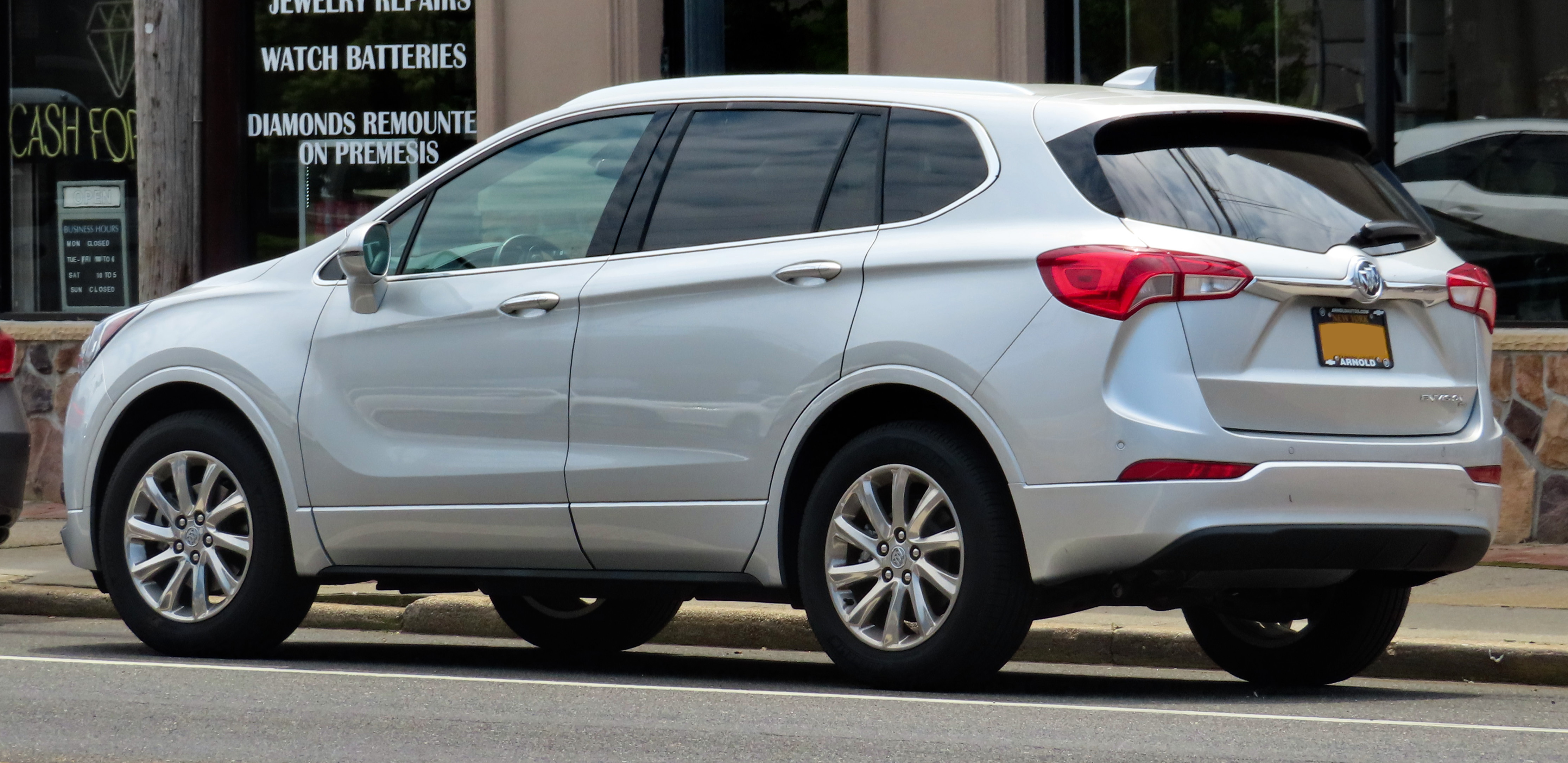
Buick Envision (з 2018)

Кросовер збудовано на платформі D2XX/D2UX. З переду тут встановлені стійки McPherson і рульове управління з електричним підсилювачем. Ззаду у машини своя незалежна чотириважільна підвіска.
Envision для ринку США пропонується в повнопривідному варіанті з 2,0-літровим чотирициліндровим двигуном потужністю 260 к.с. з шестиступінчастою автоматичною коробкою передач.
У Китаї для автомобіля також доступний 1,5 літровий двигун потужністю 169 к.с. На вибір доступні як передньо- так і повнопривідні варіанти.
В 2018 році модель оновили.

### Двигуни
- 1.5 L LFV turbo I4 169 к.с. 250 Нм (Китай)
- 2.0 L LTG turbo I4 252/260 к.с. 400 Нм
- 2.5 L LCV I4 200 к.с.

## Друге покоління (з 2020)

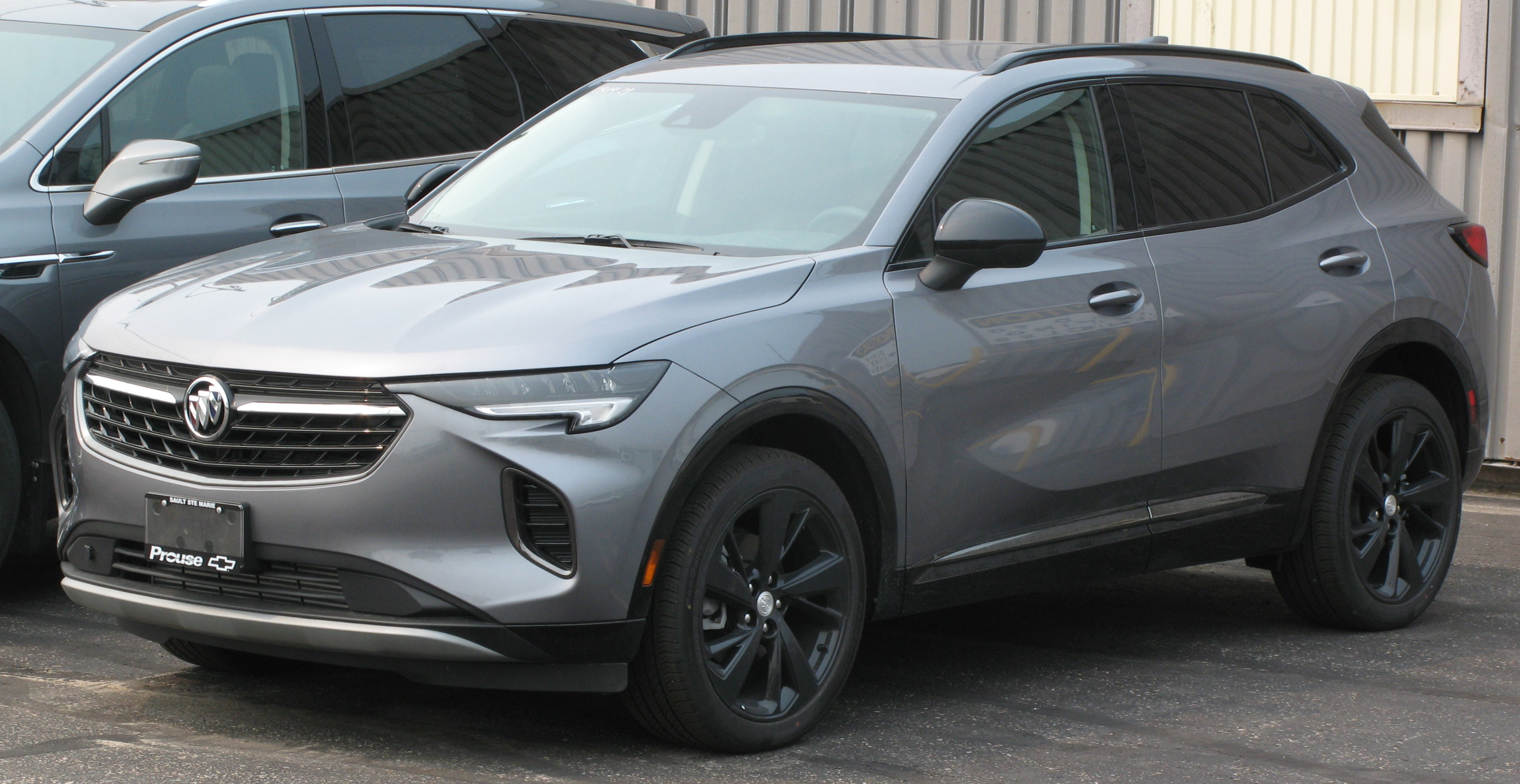
Buick Envision ІІ (2020-2024)

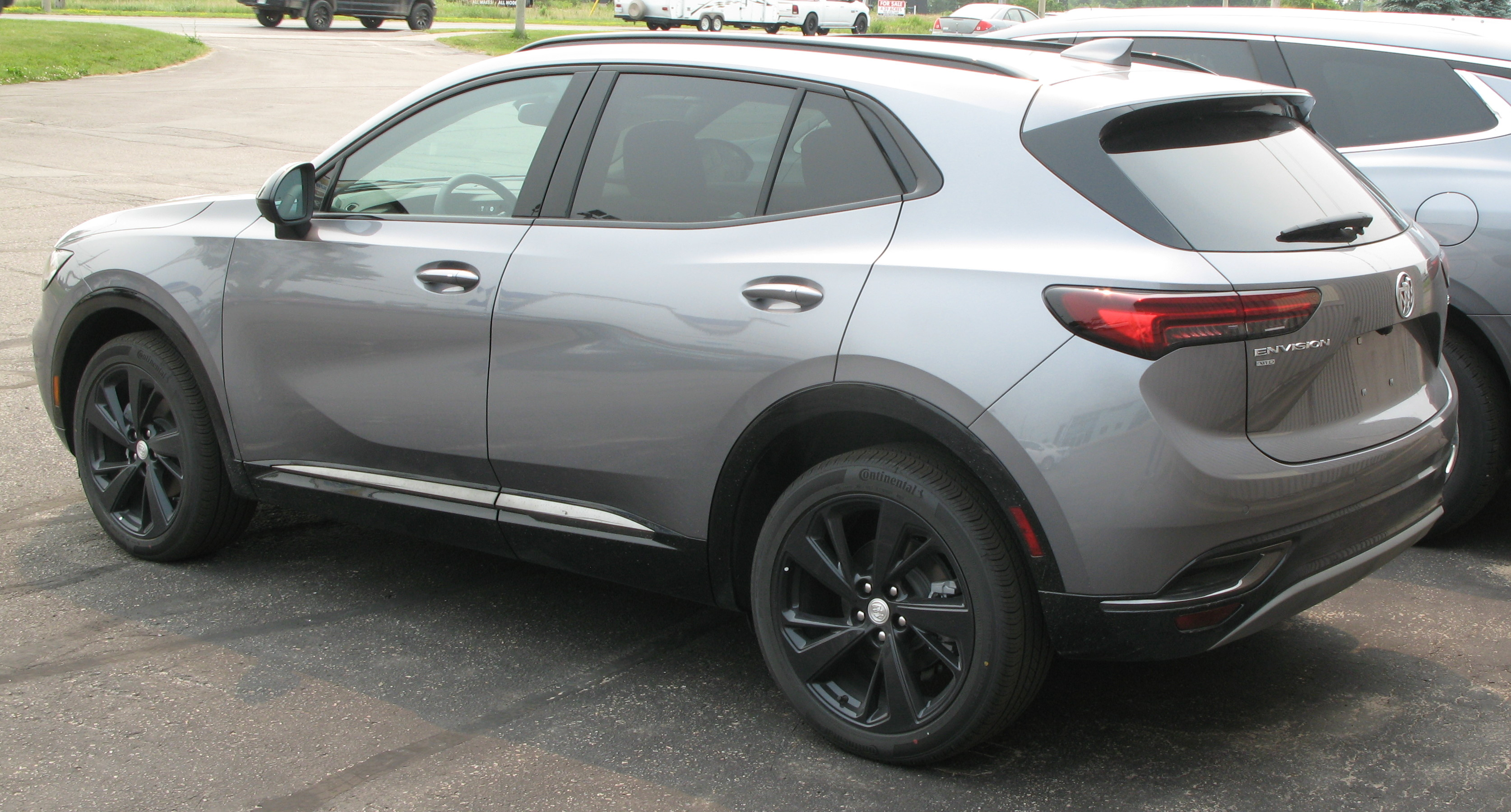
Buick Envision ІІ

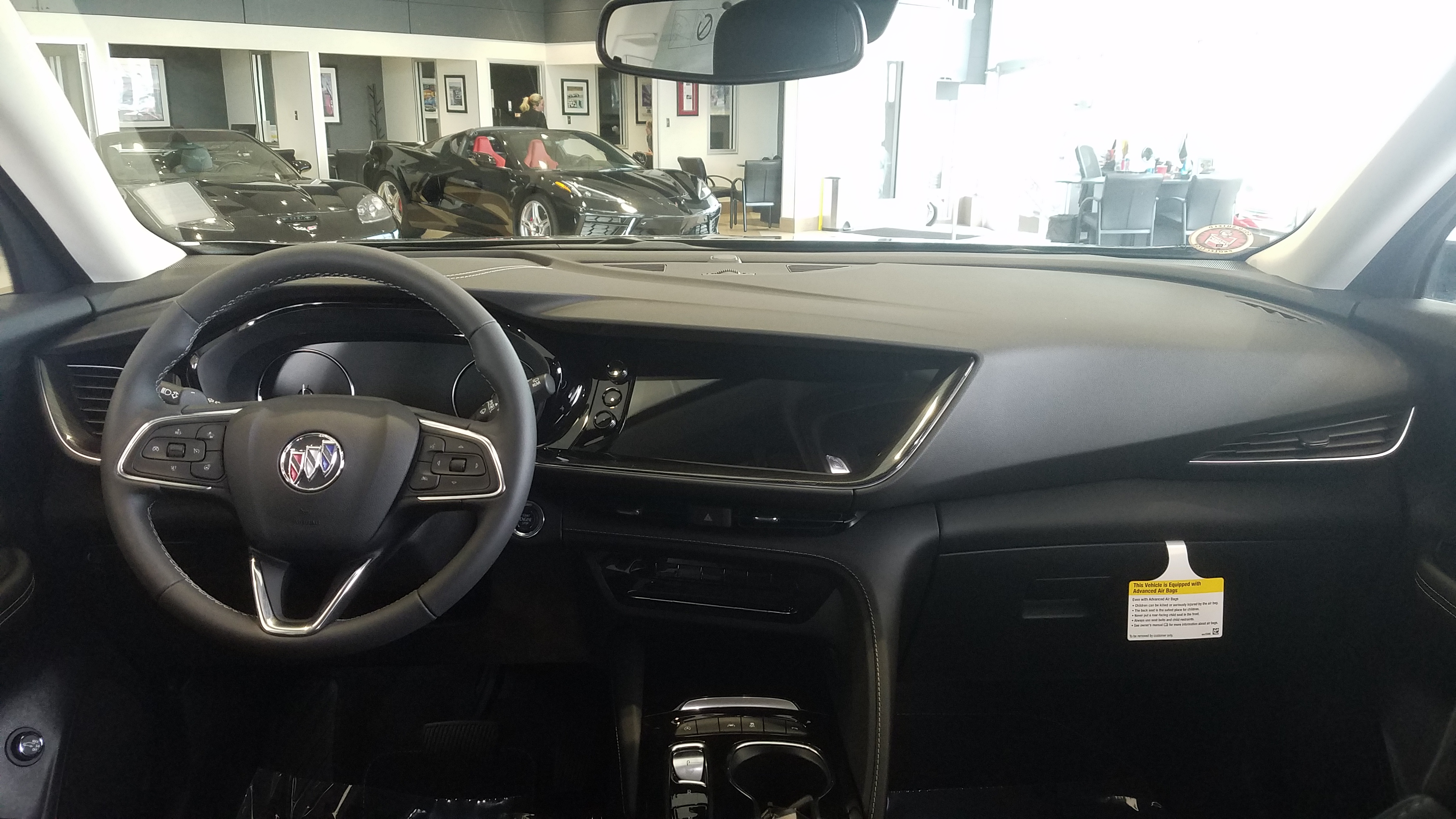
Салон (2020-2024)

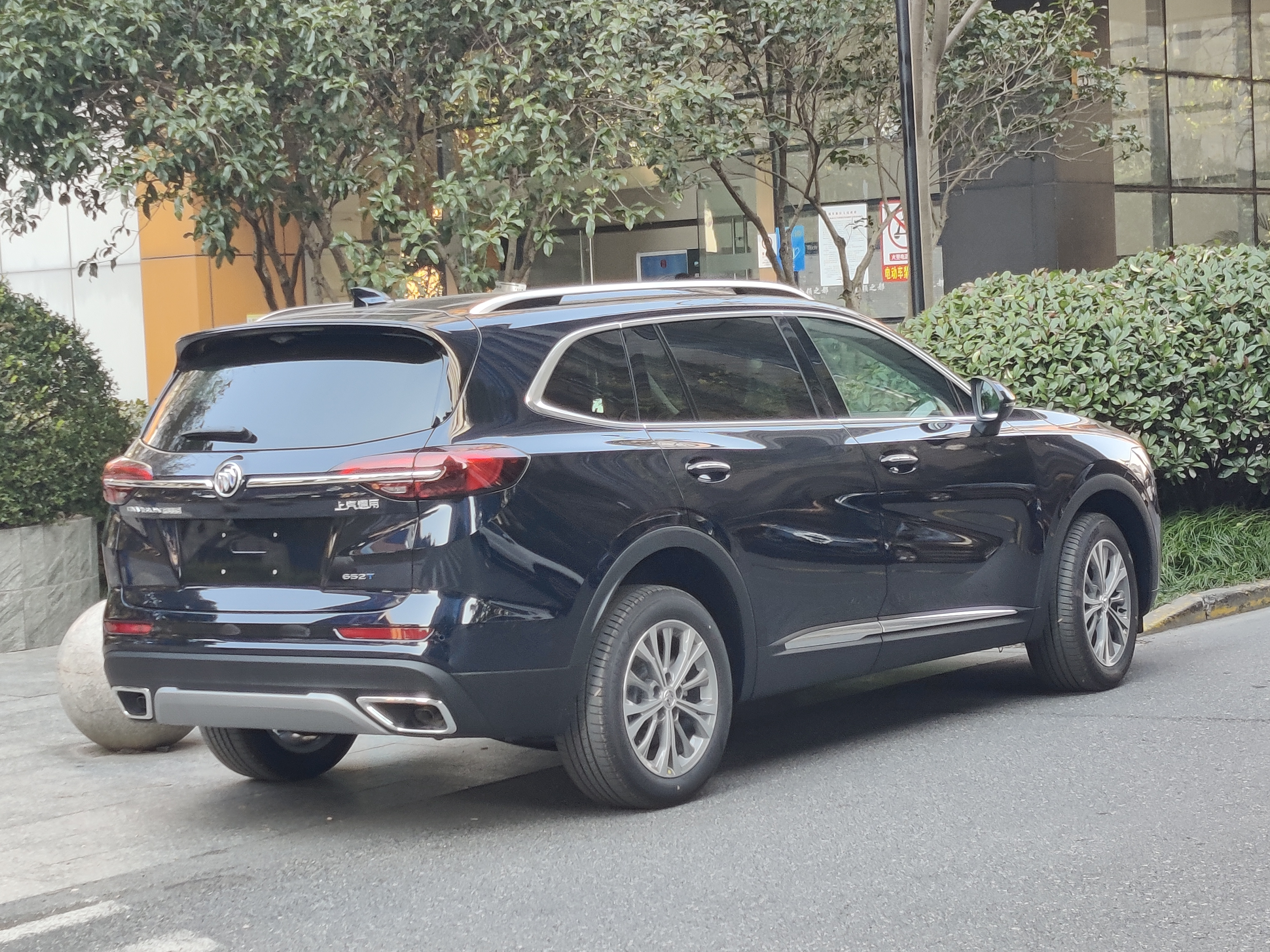
Buick Envision Plus

Влітку 2020 року в Китаї та США дебютував Buick Envision другого покоління. Автомобіль збудована на тій ж платформі GM D2XX. Автомобіль дещо зменшився в розмірах: довжина - 4636 мм (-24), ширина - 1883 мм (+44), висота - 1641 мм (-45), колісна база - 2779 мм (+29 мм).
У список базового оснащення увійшли системи автогальмування, розпізнавання пішоходів, утримання в смузі, індикатор відстані до автомобіля попереду і камера заднього виду. Опції - технологія моніторингу сліпих зон, камери кругового огляду, система автоматичного паркування та проекція на лобове скло.
У дорогих версіях Envision буде оснащуватися просунутою повнопривідною трансмісією з індивідуальними муфтами на кожному із задніх коліс. Стандартні ж модифікації залишаться передньоприводними.
У Китаї новий Envision продається разом з Envision першого покоління під назвою Envision S. Новий Envision продовжує збиратися в Китаї на заводі SAIC-GM Dongyue Motors у Яньтаї разом з моделлю попереднього покоління.

### Envision Plus
Представлений під час Шанхайського автосалону 2021 року, Buick Envision Plus — це подовжена версія Envision, яка служить трирядним кросовером-SUV-варіантом звичайного Buick Envision S у Китаї. Колісна база була збільшена до 2833 мм, що призвело до довжини 4845 мм.

### Оновлення 2024 року

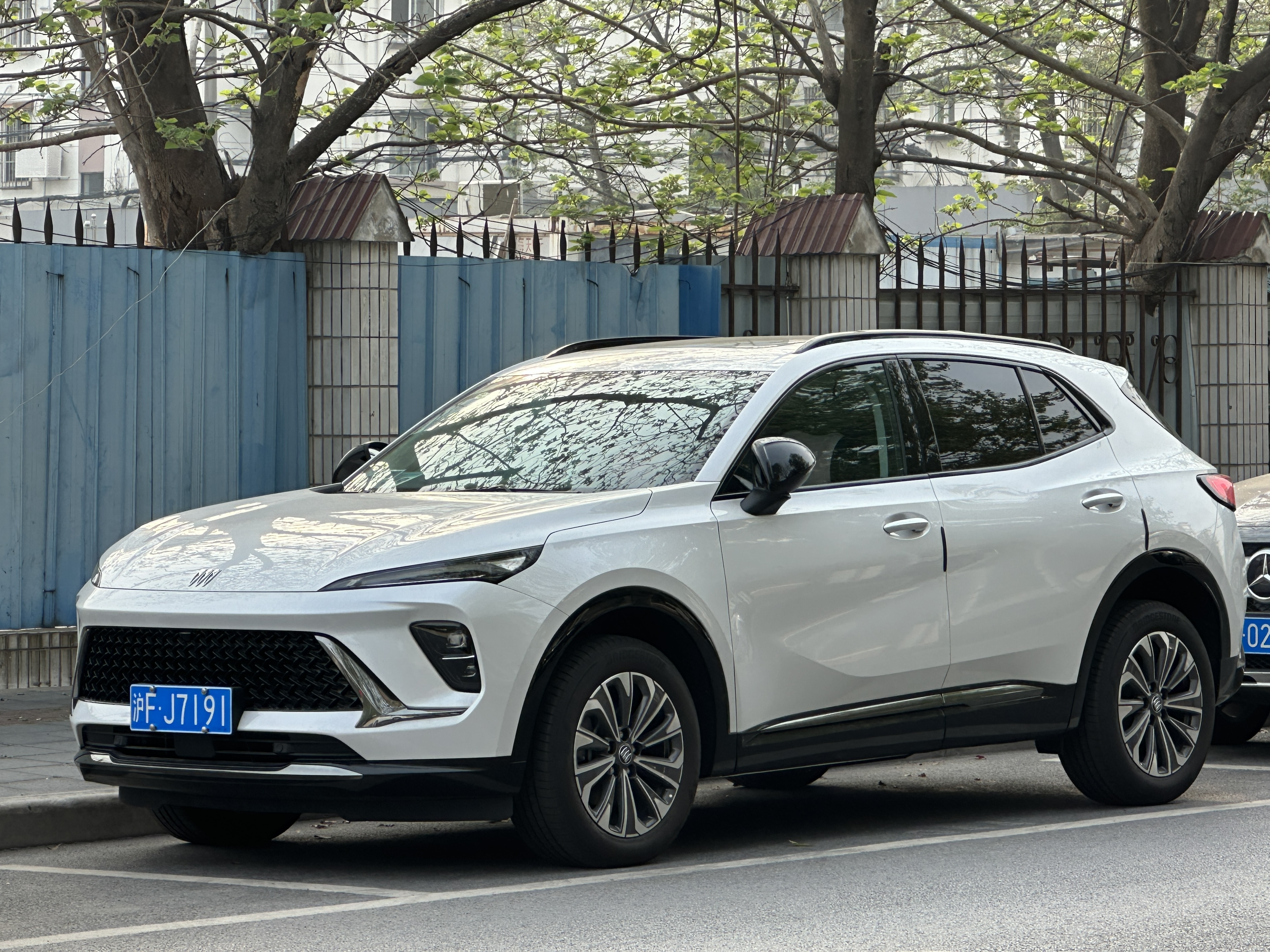
Buick Envision S (з 2024)

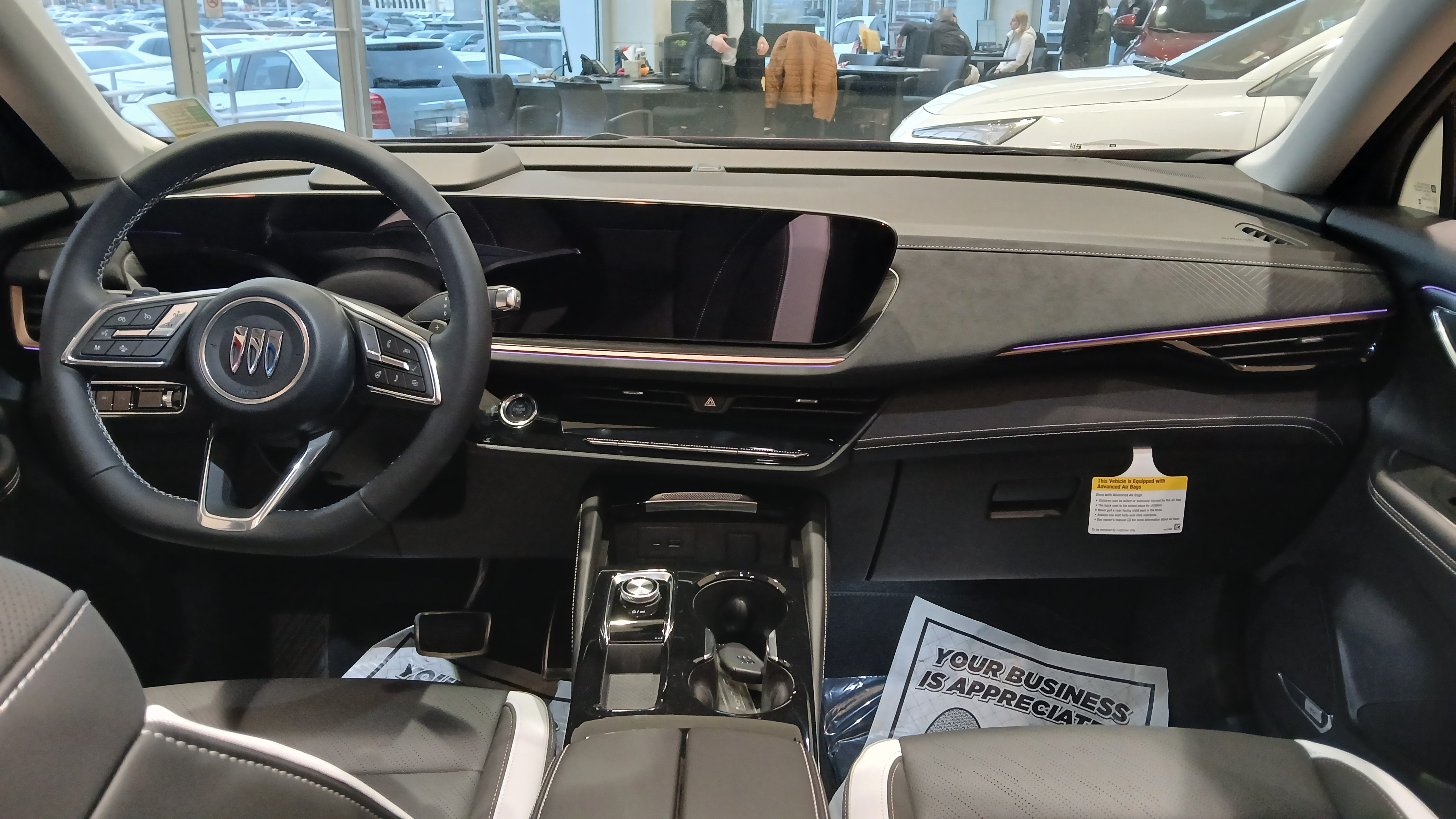
Салон (з 2024)

Envision отримав оновлений вигляд у 2024  модельному році. Це включає зміни дизайну передньої частини та нові цифрові дисплеї, встановлені на приладовій панелі.
GM також планувала впровадження Super Cruise, але це не було реалізовано через затримку його запуску.

### Двигуни
- 2.0 L LSY turbo I4 237 к.с. 350 Нм

## Продажі
| рік  | США    | Китай   |
| ---- | ------ | ------- |
| 2014 | N/A    | 19,683  |
| 2015 | N/A    | 162,941 |
| 2016 | 14,193 | 275,383 |
| 2017 | 41,040 | 236,229 |
| 2018 | 30,152 | 191,029 |
| 2019 | 33,229 | 132,568 |